# Partia Demokracji i Postępu
Partia Demokracji i Postępu (tur. Demokrasi ve Atılım Partisi, DEVA) – turecka partia polityczna założona 9 marca 2020 r. pod przewodnictwem Ali Babacan, byłego ministra gospodarki w AKP. Oficjalny skrót to „DEVA” ("remedium" w języku tureckim) zgodnie z dokumentacją partii. Logo partii to kropla wody zawierająca sylwetkę sadzonki.

## Historia

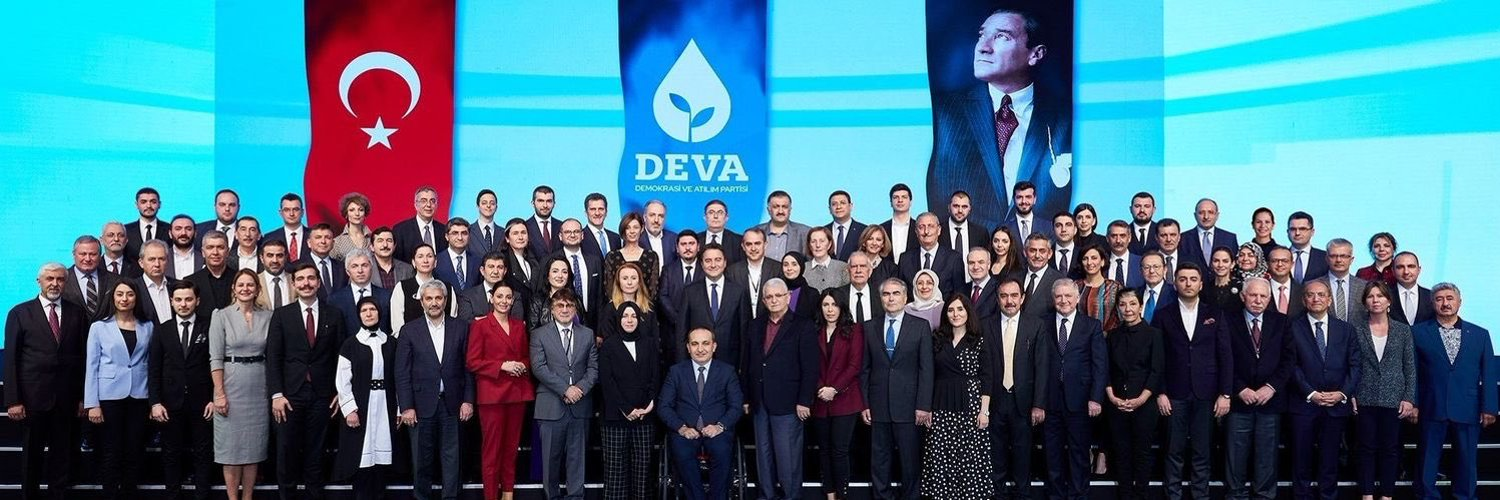
Rada Założycieli Partii DEVA

DEVA to partia polityczna w Turcji założona przez byłego ministra gospodarki i wicepremiera Ali Babacan w wyniku rozłamu w Sprawiedliwości i Rozwoju Recep Tayyip Erdoğan. Partia jest obecnie reprezentowana przez 15 miejsc w Wielkim Zgromadzeniu Narodowym.
Babacan został jednogłośnie wybrany na stanowisko Przewodniczącego na Zgromadzeniu Założycieli 10 marca 2020 r. Oficjalne logo i program partii ogłosił 11 marca 2020 r., podczas pierwszej konferencji partii.
Pomimo swojej historii w AKP, Ali Babacan przyjął świeckie stanowisko w swojej polityce w partii DEVA, podkreślając wolności osobiste zamiast religijnego konserwatyzmu. Skrytykował usunięcie ewolucji z programu nauczania biologii w szkołach średnich i niższych. Wyraził również swój sprzeciw wobec obowiązkowych lekcji religii dla dzieci w wieku szkolnym, twierdząc, że rodzice powinni mieć możliwość rezygnacji z nich. Wyraził również swój sprzeciw wobec zakazu tariqas. Powiedział: „Kiedy rząd je ‘zakazuje’, one nadal kontynuują swoją działalność poza ewidencją i bez żadnego nadzoru. Zawsze opowiadamy się za wolnością i przejrzystością. Kongregacje i tariki są wielowiekową tradycją tych ziem. Nie można niszczyć wielowiekowej tradycji mentalnością prohibicji”.
Partia Demokracji i Postępu ogłosiła 22 plany działania, które przyniosą rządowe reformy w zakresie problemów, z którymi kraj borykał się w ostatnich latach, odnosząc się do wielu różnych tematów, począwszy od polityki gospodarczej i finansowej, przez przedsiębiorczość, po wymiar sprawiedliwości i problemy społeczne. Plany te obejmują 90-dniowe i 360-dniowe cele.